# Kono danshi, sekika ni nayandemasu
Kono danshi, sekika ni nayandemasu (この男子、石化に悩んでます。? lett. "Questo ragazzo è affetto da cristallizzazione") è un anime OAV ideato e diretto da Soubi Yamamoto, regista di videogiochi dating sim shōnen'ai. Uscito in edizione OAV il 3 dicembre 2014 per il mercato nipponico, è il quarto episodio della serie Konodan (abbreviazione di "questo ragazzo"), iniziata con l'anime Kono danshi, uchu-jin to tatakaemasu. e seguita da episodi animati e drama CD.

## Trama
Ayumu Tamari  è un ragazzo timido ed impacciato; costretto dal suo fisico malaticcio a dover ripetere l'ultimo anno delle superiori, una rara malattia lo colpisce: il suo corpo inizia a cristallizzarsi.
Il processo non è irreversibile e si verifica solo quando Tamari è particolarmente infelice o frustrato, eppure ciò gli  rende ancora più difficile il rapporto coi nuovi compagni di classe. Sua unica stretta e fidata conoscenza è Kōya Onihara, responsabile dell'infermeria.
Tamari, incapace anche solo di tentare di approcciarsi coi compagni trascorre molto più tempo assieme a Onihara che a lezione. Il progresso della sua malattia prosegue di pari passo col suo disagio. Un giorno Onihara dà appuntamento al ragazzo dietro la scuola e gli mostra un giacimento di cristalli dietro l'edificio scolastico.
Lentamente Ayumu fa progressi con la sua vita sociale e riesce a stringere amicizie in classe; quando comunica ciò al professore, Onihara lo scoraggia ad esporsi troppo agli altri: le stesse persone che reputa amiche potrebbero ferirlo, così come è successo a lui, abbandonato dalla compagna.
Ayumu, trascorrendo del tempo assieme ai suoi nuovi amici, nota anche che i sentimenti che prova per questi ultimi e Onihara sono completamente diversi: quando va a dichiararsi al responsabile dell'infermeria, viene rifiutato.
Sconvolto, Tamari non si presenta a scuola per giorni e dà appuntamento al professore al giacimento di cristalli, lì mostra la sua nuova condizione: il ragazzo è ormai quasi completamente diventato un cristallo egli stesso; lì si dichiara nuovamente. Colpito dal gesto, Onihara svela infine di ricambiare i sentimenti di Tamari, infrangendo in un solo colpo tutta la patina cristallina dell'alunno.

## Personaggi

Tamari si cristallizza

Ayumu Tamari (田万里 歩?, Tamari Ayumu)
Doppiato da Shouta Aoi
Kōya Onihara (穂仁原 鉱也?, Onihara Kōya)
Doppiato da Daisuke Hirakawa